# Lotfi Laggoun
Lotfi Laggoun est un footballeur algérien né le 17 avril 1978 à Alger. Il évoluait au poste de défenseur.

## Biographie
Il évolue en Division 1 avec les clubs du CA Bordj Bou Arreridj et de la JSM Béjaïa.

## Palmarès
JSM Béjaïa
- Coupe d'Algérie (1) :
  - Vainqueur : 2007-08.